# 烏天狗

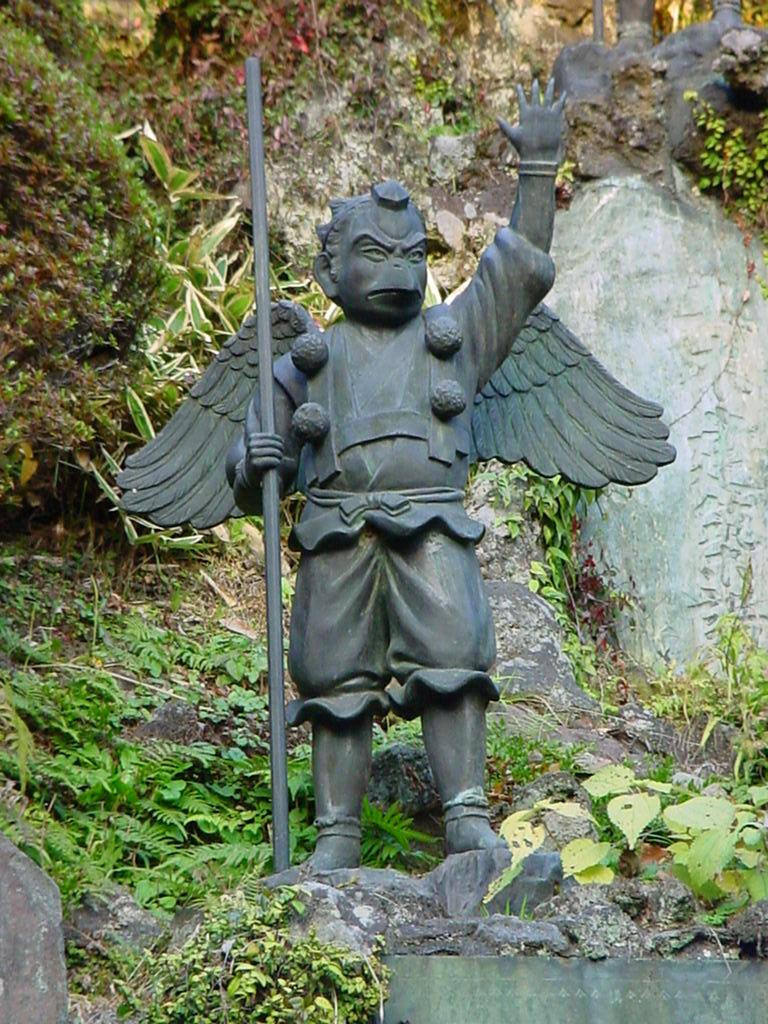
烏天狗像
鎌倉市建長寺半僧坊

烏天狗（からすてんぐ），又寫做「鴉天狗」，日本傳說中的妖怪，為天狗的一種，因為有著和烏鴉一樣的尖嘴和漆黑的羽翼而得名。烏天狗又稱「小天狗」，能飛，和大天狗一樣身著山伏裝束，而且劍術高超，因此在源義經的傳奇故事中有鞍馬山的烏天狗傳授源義經劍術的一個橋段。
烏天狗的發想原型和大天狗一樣，可能都是源自於深山修行者或山地原住民，再加上深山之險及山賊出沒予人的陰邃恐怖感而成就烏天狗的整體形象。

## 信仰上的烏天狗
- 飯縄権現 - 飯縄山（長野県長野市、上水内郡信濃町・飯綱町）、高尾山（東京都八王子市）。

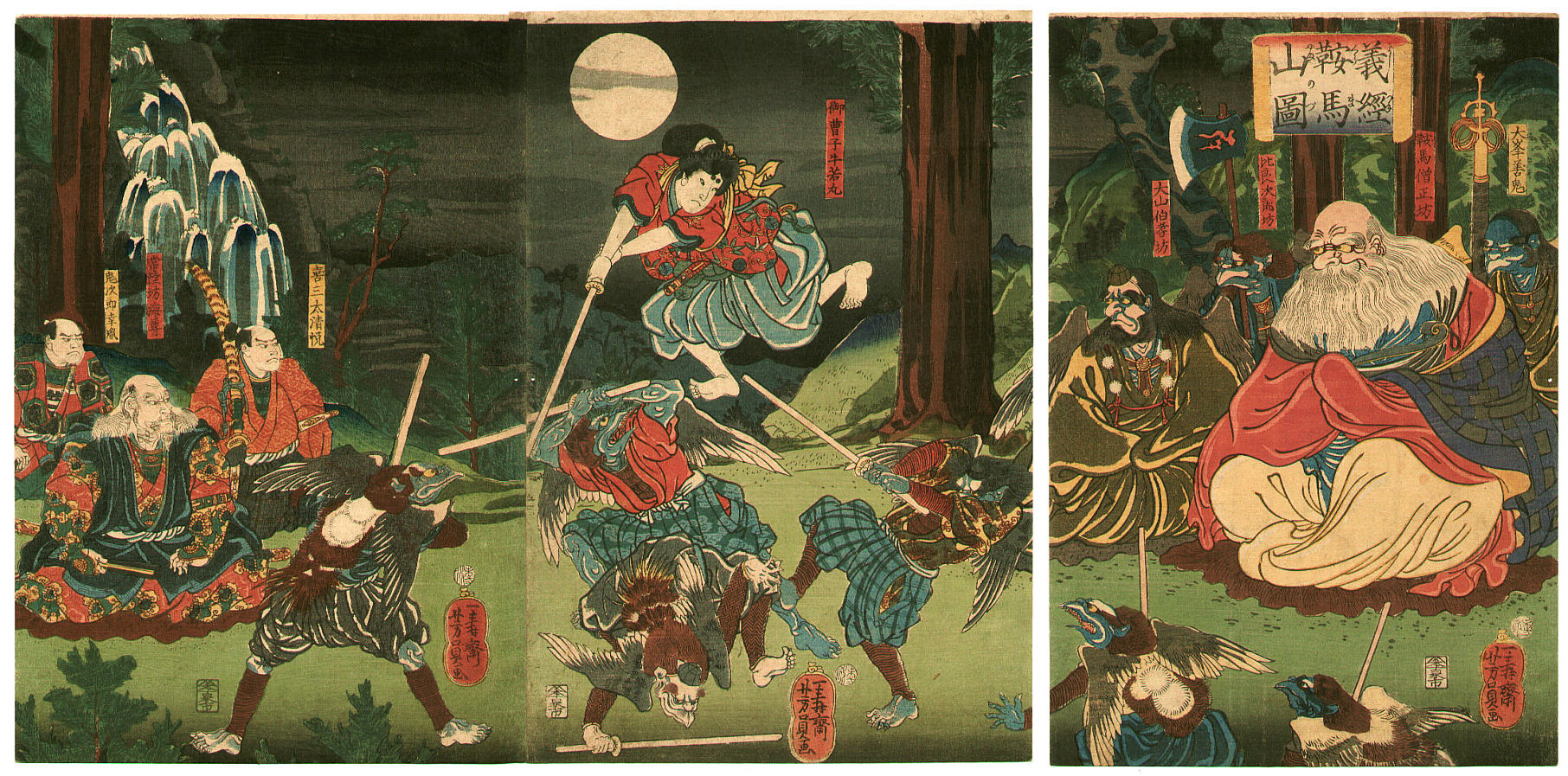
鞍馬山的烏天狗傳授源義經劍術
浮世繪畫師歌川芳員繪